# Siti Munirah Jusoh
Siti Munirah Jusoh (* 25. Mai 1987 in Kuala Terengganu) ist eine ehemalige malaysische Squashspielerin.

## Karriere
Siti Munirah Jusoh spielte von 2005 bis 2015 auf der PSA World Tour, auf der sie einen Titel gewann. Ihre höchste Platzierung in der Weltrangliste erreichte sie mit Rang 33 im Oktober 2012. Mit der malaysischen Nationalmannschaft nahm sie 2012 an der Asienmeisterschaft teil und belegte mit ihr den dritten Platz. Im selben Jahr gehörte sie zum malaysischen Aufgebot bei der Weltmeisterschaft, blieb jedoch ohne Einsatz.

## Erfolge
- Gewonnene PSA-Titel: 1